# Sam Merrill
Samuel Hoskins "Sam" Merrill (Salt Lake City, Utah, 15 de mayo de 1996) es un baloncestista estadounidense que pertenece a la plantilla de los Cleveland Cavaliers de la NBA. Con 1,93 metros de estatura, juega en la posición de escolta.

## Trayectoria deportiva

### Universidad

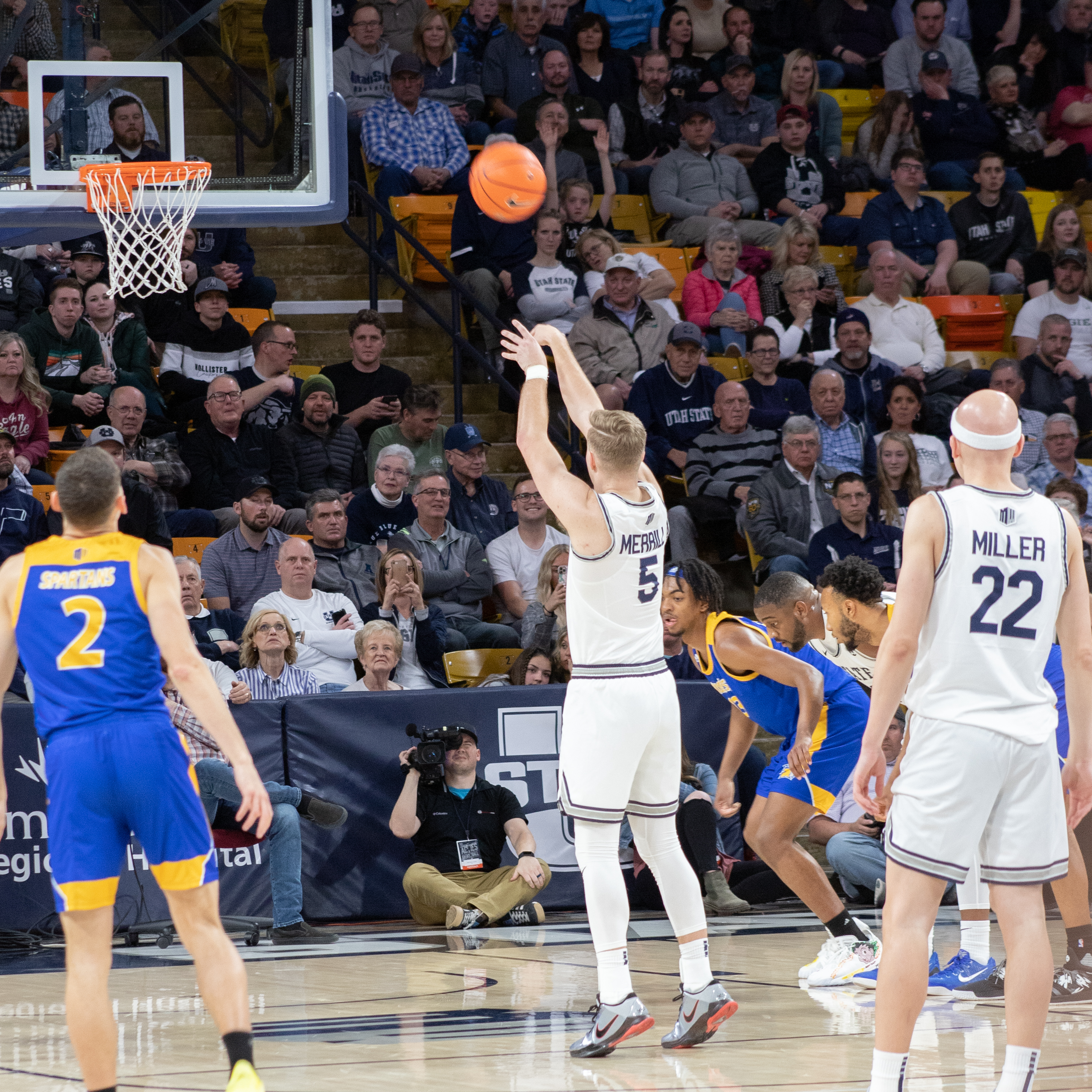
Sam Merrill con Utah State en 2020.

Jugó cuatro temporadas con los Aggies de la Universidad Estatal de Utah, en las que promedió 16,6 puntos, 3,6 rebotes, 3,6 asistencias y 1,0 robos de balón por partido. En su temporada júnior fue elegido Jugador del Año de la Mountain West Conference por los entrenadores y la prensa especializada, y esa temporada y la siguiente fue incluido en el mejor quinteto de la conferencia.

#### Estadísticas
| Año     | Equipo     | PJ  | PT  | MPP  | %TC  | %3P  | %TL  | RPP | APP | ROB | TPP | PPP  |
| ------- | ---------- | --- | --- | ---- | ---- | ---- | ---- | --- | --- | --- | --- | ---- |
| 2016–17 | Utah State | 31  | 18  | 26.2 | .450 | .451 | .878 | 3.0 | 3.2 | .9  | .2  | 9.1  |
| 2017–18 | Utah State | 34  | 33  | 35.4 | .504 | .464 | .849 | 3.3 | 3.1 | 1.0 | .2  | 16.3 |
| 2018–19 | Utah State | 35  | 35  | 35.3 | .461 | .376 | .909 | 3.9 | 4.2 | 1.1 | .3  | 20.9 |
| 2019–20 | Utah State | 32  | 32  | 35.0 | .461 | .410 | .893 | 4.1 | 3.9 | .9  | .1  | 19.7 |
| Total   | Total      | 132 | 118 | 33.1 | .470 | .420 | .891 | 3.6 | 3.6 | 1.0 | .2  | 16.6 |

### Profesional
Fue elegido en la sexagésima posición del Draft de la NBA de 2020 por los New Orleans Pelicans. Una semana más tarde fue traspasado a los Milwaukee Bucks en un acuerdo entre cuatro equipo en el que se vieron involucrados jugadores como Jrue Holiday, Eric Bledsoe o George Hill.
El 20 de julio de 2021 consiguió, con los Bucks, su primer anillo de campeón tras vencer a los Phoenix Suns en las Finales de la NBA.
Después su primer año en Milwaukee, el 6 de agosto de 2021, es traspasado a Memphis Grizzlies a cambio de Grayson Allen. Fue despedido el 1 de enero de 2022 tras 6 encuentros.
El 13 de agosto de 2022 firmó con los Sacramento Kings un contrato por dos temporadas parcialmente garantizado. Fue despedido antes del comienzo de la temporada. El 24 de octubre se incorporó a los entrenamientos de los Cleveland Charge, quienes lo eligieron dos días antes en el número 1 del Draft de la NBA G League. El 3 de marzo de 2023, firma un contrato de 10 días con Cleveland Cavaliers, siendo renovado hasta final de temporada el 14 de marzo.
Durante su segunda temporada en Cleveland, en la que disputó 61 encuentros, rompió el récord de más triples anotados saliendo desde el banquillo. Lo consiguió el 27 de marzo de 2024 al superar los 128 triples de Donyell Marshall de la campaña 2005–06.
Tras tres temporadas en Cleveland, el 28 de junio de 2025, acuerda una extensión de contrato con los Cavs por cuatro años y $38 millones.

## Estadísticas de su carrera en la NBA
|  | Denota temporada en la que ganó un Campeonato de la NBA |

### Temporada regular
| Año     | Equipo    | PJ  | PT | MPP  | %TC  | %3P  | %TL   | RPP | APP | ROB | TPP | PPP |
| ------- | --------- | --- | -- | ---- | ---- | ---- | ----- | --- | --- | --- | --- | --- |
| 2020-21 | Milwaukee | 30  | 2  | 7.8  | .444 | .447 | 1.000 | 1.0 | .7  | .3  | .0  | 3.0 |
| 2021-22 | Memphis   | 6   | 0  | 9.7  | .333 | .304 | .500  | 1.2 | .7  | .0  | .0  | 4.2 |
| 2022-23 | Cleveland | 5   | 0  | 11.7 | .409 | .278 | 1.000 | 1.8 | 1.0 | .8  | .0  | 5.0 |
| 2023-24 | Cleveland | 61  | 1  | 17.5 | .402 | .404 | .929  | 2.0 | 1.8 | .3  | .1  | 8.0 |
| Total   | Total     | 102 | 3  | 13.9 | .405 | .398 | .895  | 1.6 | 1.4 | .3  | .0  | 6.1 |

### Playoffs
| Año   | Equipo    | PJ | PT | MPP  | %TC  | %3P  | %TL   | RPP | APP | ROB | TPP | PPP |
| ----- | --------- | -- | -- | ---- | ---- | ---- | ----- | --- | --- | --- | --- | --- |
| 2021  | Milwaukee | 8  | 0  | 3.7  | .286 | .200 | —     | .6  | .1  | .5  | .0  | .6  |
| 2024  | Cleveland | 10 | 0  | 12.5 | .345 | .370 | 1.000 | 1.2 | .9  | .0  | .0  | 3.3 |
| Total | Total     | 18 | 0  | 8.6  | .333 | .344 | 1.000 | .9  | .6  | .2  | .0  | 2.1 |